# Густав Зісс
Густав Зісс (нім. Gustav Sieß; 11 грудня 1883 — 14 жовтня 1970) — німецький офіцер, генерал-лейтенант люфтваффе. Шостий за результативністю підводник Першої світової війни. Кавалер ордена Pour le Mérite.

## Біографія
У 1902 році Густав Зісс вступив у кайзерліхмаріне морським кадетом. Він отримав базову освіту на вітрильний навчальному кораблі SMS Moltke. Потім він пройшов навчання в військово-морське училище в Мюрвіку, де разом з ним навчався ще один майбутній «король тоннажу» Макс Валентінер. Їх ще його не раз зведе служба на флоті.
По закінченню училища в кінці жовтня 1904 Густав Зісс був направлений на службу в німецькі колонії в південно-східній Азії. Там до жовтня 1906 року Зісс служив на борту крейсера SMS Hansa.
Після повернення до Німеччини Зісс отримав посаду ротного офіцера в 1-й дивізіон міноносців в Кілі. Одночасно він виступав також як вахтовий офіцер на різних міноносцях. 30 березня 1908 року його призначили командиром роти в мінному відділі в Куксгафені. В цей час Зісс був командиром тральщиків, колишніх міноносців S-27, S-25 і S-38.
З 1 жовтня 1910 року Шісс протягом двох років був ад'ютантом інспектора берегової артилерії і мінного майна. Потім він виконував обов'язки офіцера роти 2-ї торпедної дивізії у Вільгельмсгафені. 12 квітень 1913 року і призначений командиром міноносця SMS V-3.

### У роки Першої світової війни
Початок Першої світової війни застав Зісса на посаді командира міноносця SMS V-3. 28 серпня 1914 року Зісса призначили командиром есмінця SMS V-1.
У березні 1915 року він закінчив курси командира підводного човна в школі підводного плавання. Три місяці по тому отримав під командування підводний човен SM U-41. З 9 жовтня 1915 року і до 21 травня 1917 року — командир SM U-73. Човен діяв у Середземному морі з австрійської військово-морської бази в Пола.
Особливо прославився Зісс своїми вдалими мінними постановками на Середземноморському театрі військових дій. Серед потоплених ним кораблів були: російський крейсер (колишній броненосець) «Пересвет», британський лінійний корабель HMS Russell і допоміжний крейсер (колишній французький пасажирський лайнер) Burdigala. Від його мін загинув плавучий шпиталь HMHS Britannic.
Сам Зісс згадував про свої перемоги так:
«На своєму шляху до австрійського порту Каттаро, ми затрималися на деякий час у Мальти, головною англійської середземноморської бази. Ми поставили прямо перед гаванню тридцять шість хв на відстані близько 160 футів один від одного. Виконали ми цю мінну постановку протягом ночі, і нам ніхто не заважав.
Наступного ранку на одну з наших хв наскочив великий британський лінійний корабель HMS Russell. Наступними жертвами стали патрульний корабель і мінний загороджувач, потім транспорт з шістьма сотнями людей на борту.
На іншому мінному полі, поставленому U-73 біля берегів Греції, загинув один з найбільших торгових кораблів Англії 48000-тонний лайнер «Британнік», найбільший корабель з усіх потоплених човнами в Світову війну. На жаль, він був шпитальним судном, яке мало чітке маркування — але міни не роблять вибору.»
Пізніше Зісс командував SM U-33, на якому зробив 2 бойових походи. Останнім човном, яким командував Густав Зісс, був SM U-65.
Всього за час бойових дій потопив 3 військові кораблі водотоннажністю в цілому 28 750 тонн, 53 вантажних судна загальним тоннажем 159 545 тонн. Ще 10 кораблів було (36 363 тонн) були пошкоджені.
Після закінчення Першої світової війни Зісс спочатку з 1 грудня 1918 був залишений в розпорядженні командування, а 1 квітня 1919 його призначили в розпорядження до командування 9-й півфлотиліі тральщиків. З 28 серпня 1919 року був в розпорядженні начальника військово-морської станції Балтійського моря. 11 листопаді 1919 року Зісс йде з Військово-морського флоту.
У 1925 році Зісс почав комерційну діяльність. Він був членом правління компанії Klein-Michel-Motorbau AG в Гамбурзі і заснував свою компанію Siess, von Loe & Co. Зісс також вів політичну діяльність, він був членом в організації Союзу фронтовиків «Сталевий шолом», керував морським відділом в Гамбурзі.

### Служба в Люфтваффе
1 серпня 1935 року Зісс поступив на службу як офіцер для особливих доручень в Імперське міністерство авіації. У ВПС Німеччини йому 1 грудня 1935 роки дали звання майора зі стажем служби з 1 жовтня 1928 року.
У ВПС його використовували спочатку на посаді заступника командира 1-ї повітряної групи, з 18 січні 1938 року — командир групи. З 26 липня 1938 року по 18  червня 1939 року  — також інтендант 1-го командування ВПС в Кенігсберзі. Згодом його перевели в Імперське міністерство авіації. З 15 липня 1939 року — глава 3-го відділу, начальник матеріально-технічного забезпечення міністерства. На цій посаді в Міністерстві Зісс і зустрів початок Другої світової війни. З 24 лютого по 1 квітня 1943 року Зісс очолює командування повітряного округу Москва (штаб в Мінську) і підпорядкований командуванню ВПС на Сході.
23 вересня 1943 року Зісс у зв'язку з хворобою був переведений в резерв. В кінці квітня 1944 року звільнений з військової служби у зв'язку з важкою хворобою.
Після закінчення війни з 15 червня 1945 року Зісс перебував у радянському полоні і був засуджений до 25 років позбавлення волі. В 1955 році переданий владі ФРН і звільнений. Після звільнення жив у рідному Гамбурзі.

## Звання
- Морський кадет (1 квітня 1902)
- Фенріх (11 квітня 1903)
- Лейтенант-цур-зее (29 вересня 1905)
- Обер-лейтенант-цур-зее (30 березня 1908)
- Капітан-лейтенант (12 квітня 1913)
- Корветтен-капітан (22 лютого 1920)
- Майор (1 грудня 1935)
- Оберст-лейтенант (1 січня 1938)
- Оберст (1 серпня 1939)
- Генерал-майор (1 листопада 1940)
- Генерал-лейтенант (1 квітня 1944)

## Нагороди
- Орден Корони (Пруссія) 4-го класу (1911)
- Рятувальна медаль (листопад 1913) — за порятунок потопаючого матроса зі свого міноносця SMS V-3; вручена особисто імператором Вільгельмом II.
- Залізний хрест 2-го і 1-го класу
- Ганзейський Хрест (Гамбург)
- Орден Залізної Корони 3-го класу з військовою відзнакою (Австро-Угорщина)
- Військова медаль (Османська імперія)
- Королівський орден дому Гогенцоллернів, лицарський хрест з мечами (27 лютого 1917)
- Pour le Mérite (24 квітня 1918)
- Нагрудний знак підводника
- Почесний хрест ветерана війни з мечами
- Медаль «За вислугу років у Вермахті» 4-го, 3-го, 2-го і 1-го класу (12 років)

## Посиланя
- Біографія Густава Зісса. [Архівовано 20 січня 2021 у Wayback Machine.]
- Нагороди Густава Зісса.